# Protoneuridae
Protoneuridae — родина бабок підряду рівнокрилих бабок (Zygoptera). Містить понад 260 видів.

## Опис
Це, як правило, невеликі за розміром бабки. Їхні крила вузькі і прозорі, з простим жилкуванням. Самці, як правило, барвисті, мають груди червоного, помаранчевого, жовтого або синього забарвлення і чорне черевце. Деякі види мають чорні груди і живіт яскравого кольору.

## Класифікація
Згідно з молекулярним філогенетичним дослідженням родина може бути парафілетичною і американські види Protoneuridae потрібно приєднати до родини Coenagrionidae, а Protoneuridae Старого Світу до Platycnemididae.

### Роди
- Amazoneura Machado, 2004
- Arabineura Schneider and Dumont, 1995
- Caconeura Kirby, 1890
- Chlorocnemis Selys, 1863
- Drepanoneura von Ellenrieder & Garrison, 2008
- Disparoneura Selys, 1860
- Elattoneura Cowley, 1935
- Epipleoneura Williamson, 1915
- Epipotoneura Williamson, 1915
- Esme Fraser, 1922
- Forcepsioneura Lencioni, 1999
- Idioneura Selys, 1860
- Isomecocnemis Cowley, 1936
- Lamproneura De Marmels, 2003
- Melanoneura Fraser, 1922
- Microneura Hagen in Selys, 1886
- Neoneura Selys, 1860
- Nososticta Selys, 1860
- Peristicta Hagen in Selys, 1860
- Phasmoneura Williamson, 1916
- Phylloneura Fraser, 1922
- Prodasineura Cowley, 1934
- Proneura Selys, 1889
- Protoneura Selys in Sagra, 1857
- Psaironeura Williamson, 1915
- Roppaneura Santos, 1966